# Liste der Werke von Lukian von Samosata

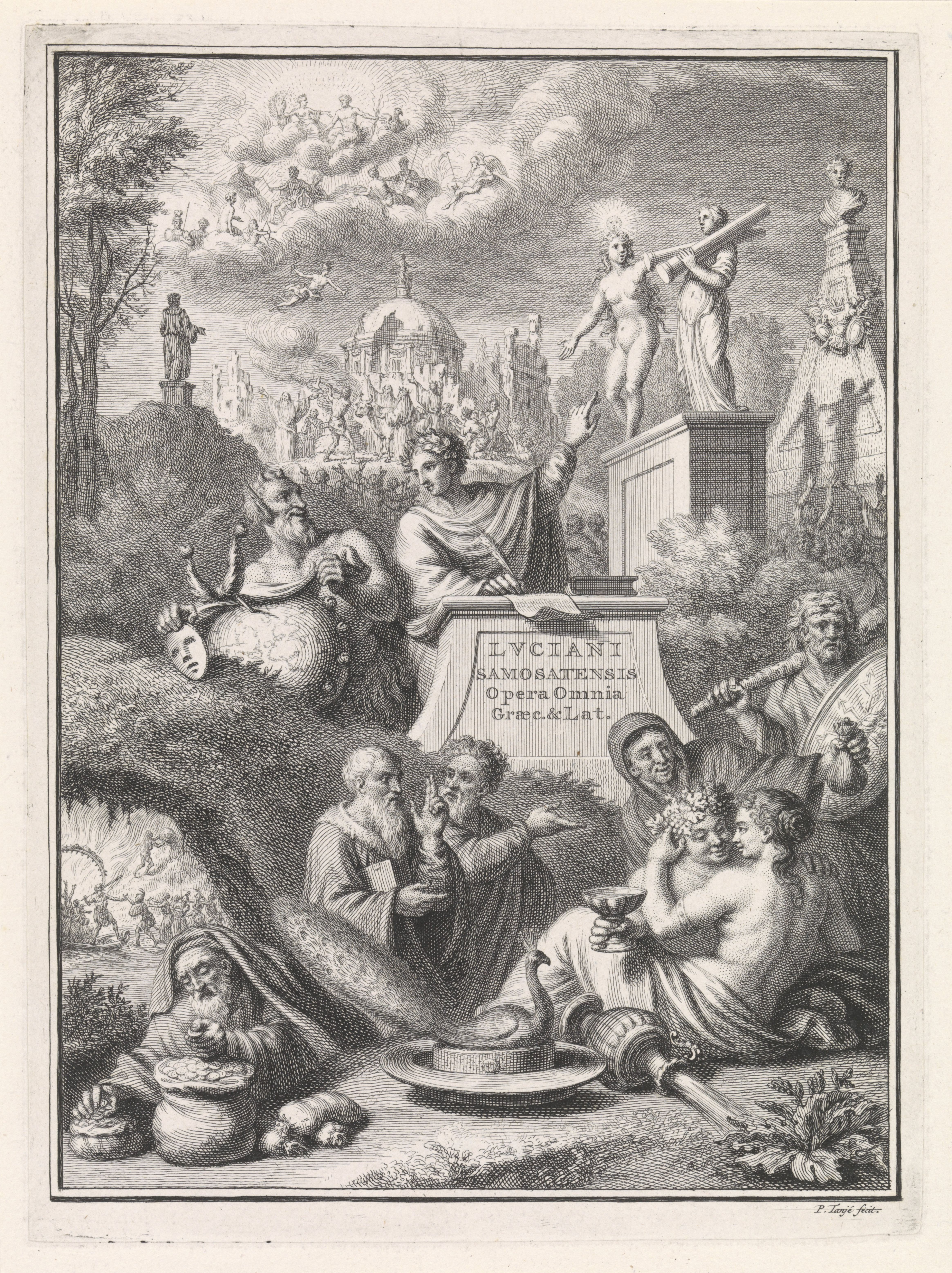
Lukian von Samosata. Opera. Amsterdam: Jacobus Wetstein, 1743.

Die folgende Liste zählt alphabetisch nach der grammatischen Ordnung der deutschen Titel die überlieferten Werke des Lukian von Samosata auf. Der deutsche Titel folgt soweit möglich der Übersetzung von Christoph Martin Wieland.
Zu den für die Werke Lukians in der wissenschaftlichen Literatur verwendeten Abkürzungen siehe Liste der Abkürzungen antiker Autoren und Werktitel/L#Lukian.
| Griechischer Titel                             | Lateinischer Titel                | Deutscher Titel                                                                                               | Beschreibung |
| ---------------------------------------------- | --------------------------------- | --- | --- |
| Ἀλέξανδρος ἢ Ψευδόμαντις                       | Alexander                         | Alexander oder Der falsche Prophet                                                                            | Lukian erweist das Orakel des Alexander von Abonuteichos als Scharlatanerie. |
| Ἀνάχαρσις ἢ Περὶ Γυμνασίων                     | Anacharsis                        | Anacharsis oder Über die gymnastischen Übungen                                                                | Solon erklärt dem Skythen Anacharsis die Vorteile des Sports in Griechenland und anderer kultureller Einrichtungen. |
| Δὶς κατηγορούμενος                             | Bis accusatus sive Tribunalia     | Der doppelt Angeklagte                                                                                        | Ein Syrer (wahrscheinlich der Autor selbst) wird von der Rhetorik wegen Misshandlung und von dem philosophischen Dialog wegen Hochmuts (Hybris) gerichtlich angeklagt.                                                        |
| Ψευδολογιστής                                  | Pseudologista                     | Apophras gegen einen gewissen Timarchos                                                                       | Lukian wehrt sich gegen den Vorwurf des Timarchos, er habe das Wort „Apophras“ falsch verwendet. |
| Περὶ τῆς Ἀστρολογίας                           | De Astrologia                     | Von der Astrologie                                                                                            | Ursprung und Vorgehensweisen der Astrologie werden beschrieben. |
|                                                |                                   | Die Auferstandenen → Fischer                                                                                  | |
| Διόνυσος                                       | Bacchus                           | Bacchus | Über Dionysos und seinen indischen Feldzug |
|                                                |                                   | Das Bad → Hippias                                                                                             | |
|                                                |                                   | Begrüßung → Grüßen                                                                                            | |
| Περὶ τοῦ Ἠλέκτρου ἢ Κύκνων                     | Electrum                          | Der Bernstein oder Die Schwäne des Eridanos                                                                   | Dem Phaethon-Mythos folgend besucht der Autor den Fluss Eridanos, findet dort aber weder Bernstein noch Schwäne. |
|                                                |                                   | Bilder → Panthea                                                                                              | |
| Πρὸς τὸν ἀπαίδευτον καὶ πολλὰ βιβλία ὠνούμενον | Adversus Indoctum                 | Der ungelehrte Büchernarr                                                                                     | Kritisiert wird der Besitz vieler Bücher, ohne durch deren Lektüre daraus Nutzen zu ziehen. |
| Χαρίδημος ἢ Περὶ Κάλλους                       | Charidemus                        | Charidemus oder Über die Schönheit                                                                            | Charidemos, Teilnehmer an einem Symposion, referiert dort vorgetragene Lobreden auf die Schönheit. |
| Χάρων ἢ Ἐπισκοποῦντες                          | Charon sive Contemplantes         | Charon oder Die Weltbeschauer                                                                                 | Charon lässt sich auf der Oberwelt von Hermes zeigen, wie nichtig die Wünsche der Menschen sind. |
|                                                |                                   | Cronosolon → Saturnalische Verhandlungen (2. Teil)                                                            | |
| Δημώνακτος Βίος                                | Demonax                           | Demonax | Lob auf das Leben des kynischen Philosophen Demonax |
| Δημοσθένους Ἐγκώμιον                           | Demosthenis Encomium              | Lobschrift auf den Demosthenes                                                                                | Gelobt werden Demosthenes’ Redebegabung und seine Charaktereigenschaften. |
| Περὶ τῶν Διψάδων                               | Dipsades                          | Die Dipsaden                                                                                                  | Die Dipsaden sind Reptilien in Libyen, deren Biss unersättlich durstig macht. Lukian vergleicht seinen Durst nach Applaus des angesprochenen Publikums mit dem Durst eines von einer Dipsade Gebissenen.                      |
| Ἀλκυὼν ἢ Περὶ Μεταμορφώσεων                    | Halcyon                           | Der Eisvogel oder Die Verwandlung                                                                             | Gelobt wird hier anhand der Verwandlung von Menschen in Vögel die Macht der Götter. |
|                                                |                                   | Entlaufenen → Sklaven                                                                                         | |
|                                                |                                   | Der Esel → Lucius                                                                                             | |
| Εὐνοῦχος                                       | Eunuchus                          | Der Eunuch oder Der Philosoph ohne Geschlecht                                                                 | Zwei Philosophen, darunter ein Eunuch, streiten darum, ob ein Eunuch die Leitung einer Philosophenschule übernehmen kann. |
| Ψευδοσοφιστὴς ἢ Σολοικιστής                    | Soloecista                        | Über grammatische Fehler                                                                                      | Abhandlung über Solözismen |
| Ἀναβιοῦντες ἢ Ἁλιεύς                           | Revivescentes sive Piscator       | Der Fischer oder Die wieder auferstandenen Philosophen                                                        | Lukian wird von auferstandenen Philosophen der Verunglimpfung angeklagt. Die Wahrheit und die Philosophie sprechen ihn frei.                                                                                                  |
| Μυίας Ἐγκώμιον                                 | Muscae Encomium                   | Die Fliege | Lobrede auf die Fliege |
|                                                |                                   | Der Fremdling → Skythe                                                                                        | |
|                                                |                                   | Die Freundschaft → Toxaris                                                                                    | |
| Συμπόσιον ἢ Λαπίθαι                            | Symposium                         | Das Gastmahl oder Die neuen Lapithen                                                                          | Auf einem Hochzeitsmahl geraten Philosophen in ein Handgemenge. |
| Περὶ τῶν ἐν Μισθῷ συνόντων                     | De Mercede conductis              | Das traurige Los der Gelehrten, die sich an vornehme und reiche Familien vermieten (Die gedungenen Gelehrten) | Lukian warnt seinen Freund Timokles davor, sich im Haus eines Reichen als Gelehrter anstellen zu lassen. |
| Πῶς δεῖ ἱστορίαν συγγράφειν                    | Quomodo historia conscribenda sit | Wie man die Geschichte schreiben müsse                                                                        | Lukian gibt Ratschläge, wie man Geschichtsschreibung richtig betreibt. |
| Θεῶν Διάλογοι                                  | Dialogi Deorum                    | Göttergespräche                                                                                               | Überwiegend Olympische Gottheiten treten im Gespräch miteinander, mit anderen Gottheiten oder mit Sterblichen auf. |
| Θεῶν Ἐκκλησία                                  | Deorum Concilium                  | Die Götterversammlung                                                                                         | Auf Vorschlag von Momos beschließt Zeus, dass die Götter künftig einen Abstammungsnachweis vorlegen müssen. |
| Ὑπὲρ τοῦ ἐν τῇ Προσαγορεύσει Πταίσματος        | Pro Lapsu inter salutandum        | Schutzrede für einen im Grüßen begangenen Fehler oder Über ein Versehen in der Begrüßung                      | Lukian entschuldigt sich dafür, dass er statt einer Begrüßungsformel eine Abschiedsformel verwendet hat. |
|                                                |                                   | Gymnastik → Anacharsis                                                                                        | |
| Ὄνειρος ἢ Ἀλεκτρυών                            | Gallus                            | Der Hahn oder Der Traum des Mikyllos                                                                          | Persiflage der Seelenwanderungslehre des Pythagoras |
| Ἁρμονίδης                                      | Harmonides                        | Harmonides | Der Flötenspieler Harmonides, der in ganz Griechenland berühmt sein will, erhält den Rat, sich bei den sachkundigen Menschen berühmt zu machen.                                                                               |
| Ἡρακλῆς                                        | Hercules                          | Der gallische Herkules                                                                                        | Essay über den gallischen Ogmios, den Lukian mit Herakles identifiziert |
| Ἑρμότιμος ἢ Περὶ Αἱρέσεων                      | Hermotimus                        | Hermotimus oder Von den philosophischen Sekten                                                                | Ein gewisser Lykinos beweist dem Stoiker Hermotimos die Nutzlosigkeit des Philosophierens. |
| Ἡρόδοτος ἢ Ἀετίων                              | Herodotus                         | Herodot oder Aetion                                                                                           | Beschrieben werden sowohl Herodots Lesung seiner Werke in Olympia als auch ein Bild des Aetion von Alexanders Hochzeit mit Roxane.                                                                                            |
| Διάλογος πρὸς Ἡσίοδον                          | Hesiodus                          | Ein kleiner Wortwechsel mit Hesiod                                                                            | Hesiod wird gefragt, warum er seine Ankündigung zu prophezeien nicht wahr gemacht habe. |
| Ἑταιρικοὶ Διάλογοι                             | Dialogi Meretricii                | Hetärengespräche                                                                                              | In fünfzehn Dialogen unterhalten sich Hetären miteinander, mit ihren Müttern oder mit ihren Liebhabern. |
| Ἱππίας ἢ Βαλανεῖον                             | Hippias                           | Hippias oder Das Bad                                                                                          | Beschreibung einer römischen Therme |
|                                                |                                   | An einen Ignoranten → Büchernarr                                                                              | |
| Ἰκαρομένιππος ἢ Ὑπερνέφελος                    | Icaromenippus                     | Ikaromenippus oder Die Luftreise                                                                              | Menippos fliegt ins Weltall und betrachtet die Welt von oben. |
| Ζεὺς Τραγῳδός                                  | Jupiter Tragoedus                 | Der tragische Jupiter                                                                                         | Zeus und andere Götter wohnen einem Streitgespräch eines Stoikers und eines Epikureers bei, ob Götter existierten und für die Menschen sorgten.                                                                               |
| Ζεὺς ἐλεγχόμενος                               | Jupiter confutatus                | Der überwiesene Jupiter                                                                                       | In einem Dialog beweist ein Kyniker Zeus die Abhängigkeit der Götter und der Menschen von den Moiren. |
|                                                |                                   | Kaukasus → Prometheus                                                                                         | |
| Κυνικός                                        | Cynicus                           | Der Kyniker                                                                                                   | Ein Kyniker versucht von seiner Philosophie zu überzeugen. |
|                                                |                                   | Lapithen → Gastmahl                                                                                           | |
| Λεξιφάνης                                      | Lexiphanes                        | Lexiphanes | Dialog über Literatur |
| Ἔρωτες                                         | Amores                            | Erotes: Ein Gespräch über die Liebe (vielleicht unecht; Übersetzung durch Hans Licht, 1920)                   | Eine Lobrede auf heterosexuelle Liebe des Mannes und eine auf homosexuelle Liebe des Mannes werden gehalten. Der zweiten wird der Siegespreis zugesprochen.                                                                   |
| Λούκιος ἢ Ὄνος                                 | Asinus                            | Lucius oder Der magische Esel                                                                                 | Erzählt werden die Abenteuer eines in einen Esel verwandelten Lucius. |
|                                                |                                   | Die Luftreise → Ikaromenippus                                                                                 | |
| Φιλοψευδὴς ἢ Ἀπιστῶν                           | Philopseudes sive Incredulus      | Der Lügenfreund oder Der Ungläubige                                                                           | Ein Motiv daraus (Kapitel 35 und 36) wird in Goethes Zauberlehrling verwendet. |
|                                                |                                   | Der Lügenprophet → Alexander                                                                                  | |
| Περὶ τοῦ Ἐνυπνίου ἤτοι Βίος Λουκιανοῦ          | Somnium sive Vita Luciani         | Lukians Traum                                                                                                 | Der junge Lukian überlegt im Traum, ob er sein künftiges Leben mit seinen Händen oder seinem Geist bewältigen soll. |
| Ἐνάλιοι Διάλογοι                               | Dialogi Marini                    | Meergöttergespräche                                                                                           | Meergottheiten, Flussgötter und Winde unterhalten sich über Episoden der Griechischen Mythologie. |
| Μένιππος ἢ Νεκυομαντεία                        | Necyomantia                       | Die Höllenfahrt des Menippus oder Das Totenorakel                                                             | Menippos steigt in die Unterwelt hinab, um sich dort von Teiresias die rechte Art zu leben nennen zu lassen. |
| Νέρων                                          | Nero                              | Nero oder Das Projekt, den Isthmus von Korinth zu durchstechen                                                | Beschrieben werden neben dem Kanal-Projekt auch Neros musische Ambitionen. |
| Νιγρίνου Φιλοσοφία                             | Nigrinus                          | Nigrinus | Dialog über einen Besuch Lukians bei dem platonischen Philosophen Nigrinos |
| Περὶ Θυσιῶν                                    | De Sacrificiis                    | Von den Opfern                                                                                                | Lukian spottet über religiöse Bräuche. |
| Εἰκόνες                                        | Imagines                          | Panthea oder Die Bilder                                                                                       | In einem Dialog werden die körperlichen und die seelischen Vorzüge der Smyrnäerin Panthea gelobt. |
| Περὶ τοῦ Παρασίτου ὅτι Τέχνη ἡ Παρασιτική      | De Parasito                       | Der Parasit oder Beweis, dass Schmarotzen eine Kunst sei                                                      | Ein Schmarotzer beweist, dass Schmarotzer den Rednern und den Philosophen überlegen sind. |
| Περὶ τῆς Περεγρίνου Τελευτῆς                   | De Morte Peregrini                | Der Tod des Peregrinus                                                                                        | Der Kyniker Peregrinus inszeniert in Olympia des Ruhmes wegen seine Selbstverbrennung. |
| Φάλαρις Αʹ                                     | Phalaris I                        | Der erste Phalaris oder Rede der Abgesandten des Phalaris an die Priester und das Volk zu Delphi              | Erster Teil der ironischen Verteidigung des Tyrannen Phalaris von Akragas |
| Φάλαρις Βʹ                                     | Phalaris II                       | Der zweite Phalaris oder Rede eines Delphiers zu Unterstützung des Vortrags der Gesandten des Phalaris        | Zweiter Teil des Phalaris |
| Φιλόπατρις ἢ Διδασκόμενος                      | Philopatris                       | Philopatris                                                                                                   | (Dieser Dialog, zu Deutsch „Der Patriot“, stammt nicht von Lukian, sondern wahrscheinlich aus dem 10. Jahrhundert.) |
| Προμηθεύς                                      | Prometheus                        | Prometheus | Prometheus beweist Hermes und Hephaistos, dass er unschuldig ist. |
| Πρὸς τὸν εἰπόντα Προμηθεὺς εἶ ἐν λόγοις        | Prometheus es in Verbis           | Prometheus. An jemand, der ihn einen Prometheus im Schriftstellern genannt hat.                               | Lukian entgegnet jemandem, der ihn bei der Verfassung seiner Dialoge „Prometheus“ genannt hat. |
| Ῥητόρων Διδάσκαλος                             | Rhetorum Praeceptor               | Die Rednerschule oder Anweisung, wie man mit wenig Mühe ein berühmter Redner werden könne                     | Zu lesen ist eine satirische Anleitung, wie man leicht ein berühmter Redner werden könne. |
| Περὶ τοῦ Οἴκου                                 | De Domo                           | Lobrede auf einen schönen Saal                                                                                | Beschreibung eines schönen Saales und dessen Wandmalereien |
| Τὰ πρὸς Κρόνον                                 | Saturnalia                        | Saturnalische Verhandlungen                                                                                   | Drei Texte mit Bezug auf die Saturnalien: 1. Die Saturnalien (Dialog), 2. Cronosolon, 3. Saturnalische Briefe |
| Πλοῖον ἢ Εὐχαί                                 | Navigium                          | Das Schiff oder Die Wünsche                                                                                   | Die Torheit menschlicher Wünsche wird verspottet. |
| Ἀπολογία                                       | Apologia                          | Schutzschrift für die gedungenen Gelehrten                                                                    | Lukian verteidigt seine Anstellung beim römischen Statthalter von Ägypten vor dem Hintergrund seiner Schrift „Das traurige Los der Gelehrten, die sich an vornehme und reiche Familien vermieten (Die gedungenen Gelehrten)“. |
|                                                |                                   | Die Schwäne am Po → Bernstein                                                                                 | |
| Δραπέται                                       | Fugitivi                          | Die entlaufenen Sklaven                                                                                       | Die Philosophie beschwert sich bei Zeus über selbsternannte „Philosophen“. |
| Σκύθης ἢ Πρόξενος                              | Scytha                            | Der Skythe oder Anacharsis und Toxaris                                                                        | Der Skythe Toxaris macht in Athen seinen Landsmann Anacharsis mit Solon bekannt. |
|                                                |                                   | Sekten → Hermotimus                                                                                           | |
| Ἐπιγράμματα                                    | Epigrammata                       | Sinngedichte                                                                                                  | 53 Epigramme, deren Echtheit umstritten ist |
|                                                |                                   | Streit → Hesiod                                                                                               | |
| Περὶ τῆς Συρίης Θεοῦ                           | De Syria Dea                      | Von der syrischen Göttin                                                                                      | Beschrieben werden religiöse Bräuche in Syrien. |
| Περὶ Ὀρχήσεως                                  | De Saltatione                     | Von der Tanzkunst                                                                                             | Ein gewisser Lykinos überzeugt einen Mann namens Kraton von der Bedeutung der (pantomimischen) Tanzkunst. |
| Τίμων ἢ Μισάνθρωπος                            | Timon                             | Timon | Der Menschenhasser Timon von Athen zeigt, dass die Freunde eines Reichen nur dessen Reichtum lieben. |
| Νεκρικοὶ Διάλογοι                              | Dialogi Mortuorum                 | Totengespräche                                                                                                | In der Unterwelt reden Götter und Menschen u. a. über den Hang der Lebenden am Leben. |
|                                                |                                   | Das Totenorakel → Menippus                                                                                    | |
| Τόξαρις ἢ Φιλία                                | Toxaris sive Amicitia             | Toxaris oder Die Freunde                                                                                      | Der Grieche Mnesippos und der Skythe Toxaris erzählen einander wetteifernd je fünf Beispiele für herausragende Freundschaften. Sie erklären ihren Wettstreit für unentschieden und werden selbst Freunde.                     |
| Ποδάγρα                                        | Podagra                           | Tragopodagra (Das tragische Podagra)                                                                          | Podagra erweist sich in dieser Tragikomödie als unbezwingbare Göttin. |
| Περὶ Πένθους                                   | De Luctu                          | Von der Trauer um die Verstorbenen                                                                            | Lukian mokiert sich über Totenvorstellungen und Bestattungsriten. |
|                                                |                                   | Traum → Hahn bzw. Lukian                                                                                      | |
|                                                |                                   | Der Tyrann → Überfahrt                                                                                        | |
| Τυραννοκτόνος                                  | Tyrannicida                       | Der Tyrannenmörder                                                                                            | In dieser Redeübung fordert der Mörder des Sohnes eines Tyrannen nach dessen Selbstmord seinen Lohn für einen Tyrannenmord.                                                                                                   |
| Κατάπλους ἢ Τύραννος                           | Cataplus                          | Die Überfahrt oder Der Tyrann                                                                                 | Eine Gruppe von Toten, darunter der Tyrann Megapenthes, wird von Charon übergesetzt. |
|                                                |                                   | Ungelehrten → Büchernarr                                                                                      | |
|                                                |                                   | Der Ungläubige → Lügenfreund                                                                                  | |
| Πατρίδος Ἐγκώμιον                              | Patriae Encomium                  | Lob der Vaterstadt                                                                                            | Gelobt wird die Liebe zur Vaterstadt. |
| Βίων Πρᾶσις                                    | Vitarum auctio                    | Der Verkauf der philosophischen Sekten                                                                        | Auf einem Sklavenmarkt werden Vertreter einzelner philosophischer Schulen zum Kauf angeboten. |
| Περὶ τοῦ μὴ ῥᾳδίως πιστεύειν Διαβολῇ           | Calumniae non temere credendum    | Gegen die Verleumdung oder Dass man denen, die anderen Böses nachsagen, nicht so leicht glauben müsse         | Gewarnt wird, Verleumdern vorschnell zu glauben. |
| Ἀποκηρυττόμενος                                | Abdicatus                         | Der enterbte Sohn                                                                                             | Redeübung: Ein Vater klagt seinen Sohn, einen Arzt, an, weil dieser seine Stiefmutter für unheilbar erklärt hat. |
| Ὑπὲρ τῶν Εἰκόνων                               | Pro Imaginibus                    | Verteidigung der Bilder                                                                                       | Der Autor, der Panthea (s. o.) mit Bildern von Göttinnen verglichen hat, verteidigt sich gegen den Vorwurf der Gotteslästerung.                                                                                               |
| Μακρόβιοι                                      | Macrobii                          | Verzeichnis von Personen, die bis zu einem sehr hohen Alter gelebt haben (Die Altgewordenen)                  | Gegliedert nach Berufen, werden Personen aufgelistet, die lange gelebt haben. |
| Δίκη Συμφώνων                                  | Iudicium Vocalium                 | Das Gericht der Vokale                                                                                        | Der Konsonant Sigma verklagt den Konsonanten Tau wegen des Diebstahls von Worten. Verhandelt wird vor dem Gericht der Vokale.                                                                                                 |
| Ἀληθῶν Διηγημάτων Αʹ                           | Verae historiae I                 | Der wahren Geschichte erstes Buch                                                                             | Parodie auf die Odyssee und die phantastischen (Reise)geschichten antiker Historiographie. (Als Vorbild gelten die Apista des Antonios Diogenes.)                                                                             |
| Ἀληθῶν Διηγημάτων Βʹ                           | Verae historiae II                | Der wahren Geschichte zweites Buch                                                                            | s. o. |
|                                                |                                   | Die Weltbeschauer → Charon                                                                                    | |
| Ζεύξις ἢ Ἀντίοχος                              | Zeuxis                            | Zeuxis oder Antiochus                                                                                         | Beschrieben wird ein Bild des Zeuxis (Eine Kentaurin mit ihren Jungen) und ein Sieg des Antiochus mit Hilfe von Elefanten im Krieg. An beiden wird die Neuartigkeit hervorgehoben.                                            |